# Already drowning
Already drowning is een muziekalbum van Aidan Baker. Het bevat opnamen die gemaakt zijn over een tijdspanne van drie jaar in Toronto en Berlijn. Het album is een van de studioalbums, waarbij de ambientmuzikant Baker de “normale” popmuziek zeer dicht nadert. De muziek lijkt daarbij op de doommuziek uit de jaren 80 met band als Joy Division en This Mortal Coil. De laatste track heeft op Kate Bush gelijkende achtergrondzang. Het tempo van de muziek ligt extreem laag.
Een aantal maanden nadat Already drowning verscheen, werd een album met remixes uitgebracht.

## Musici
- Aidan Baker - gitaar, basgitaar, dwarsfluit, slagwerk, trombone, piano, en omgevingsgeluiden;
- Laura Bates – viool (2, 5)
- Leah Buckareff – accordeon (1, 4 ) (Buckareff is mevrouw Baker)
- Nick Storring – cello (1, 2 en 5)
- Laura Rodie – altsaxofoon, sopraansaxofoon (6)
- Carl Pace – trompet (7)
- Clara Engel – zang (1)
- Jessica Bailiff – gitaar (1), zang (2), synthesizer (2)
- Valérie Niederoest< Maude Oswald  – zang (3)
- Joanna Kupnicka – zang (4)
- Genevieve Castrée – zang, vertaling (5)
- Liz Hyser – zang (6)
- Carla Bozulich – zang, tapes (7)

## Muziek
| Nr. | Titel                                 | Duur  |
| --- | ------------------------------------- | ----- |
| 1.  | Already drowning                      | 8:47  |
| 2.  | 30 Days/30 nights                     | 8:55  |
| 3.  | Melusine                              | 6:04  |
| 4.  | Mein Zwilling, Mein Verlorener        | 6:09  |
| 5.  | Tout juste sous la surface, je guette | 7:59  |
| 6.  | Ice                                   | 10:58 |
| 7.  | Lorelei/Common tongue                 | 6:03  |